# Peter Crinnion
Peter Crinnion (nascido em 12 de fevereiro de 1939) é um ex-ciclista irlandês que competiu no ciclismo nos Jogos Olímpicos de Verão de 1960, representando a Irlanda.